# 黃仲生
黃仲生（1942年12月19日—），出生於彰化縣和美鎮，中國國民黨籍臺中市政治人物，末任臺中縣縣長。在紅、黑兩派左右臺中縣縣長選舉五十年的歷史中，可見黃仲生政通人和的現象。

## 家庭背景
黃仲生是家中獨子，父親黃榮標在日治時期於台灣鳳梨公司工作，後調派至日本分公司，於戰後返台；母親曾取得彰化女高的學歷，新婚後與丈夫一同調派至日本神戶，並在日本護理學校進修，取得助產士資格，返台後在私人光田診所、鎮公所服務，兩份工作成為家中的經濟支柱。
其妻子林美華，岳父林振隆為日治時期清水鎮高美的眼科醫師，二戰期間被徵調至海南島擔任軍醫，在福州市放假時，認識了中藥店千金陳麗卿，在海南島完婚後，一同返台遷居於台中市自由路開設東南照相器材行。

## 政治生涯
2001年擊敗尋求連任的民主進步黨縣長廖永來，當選為第14屆臺中縣縣長。
2005年擊敗當時的中華民國大陸委員會副主委邱太三，連任成功。
在紅、黑兩派左右臺中縣縣長選舉50年的歷史中，黃仲生得以擔任縣長長達9年，可見黃仲生政通人和的現象。

## 選舉紀錄
| 年度 | 選舉屆數               | 選舉區 | 所屬政黨   | 得票數  | 得票率 | 當選標記 | 備註 |
| ---- | ---------------------- | ------ | ---------- | ------- | ------ | -------- | ---- |
| 2001 | 第十四屆臺中縣縣長選舉 | 臺中縣 | 中國國民黨 | 325,117 | 49.48% |          |      |
| 2005 | 第十五屆臺中縣縣長選舉 | 臺中縣 | 中國國民黨 | 418,144 | 59.45% |          |      |

## 外部連結
- 台中縣政府 （页面存档备份，存于）

| 中華民國政府職務 | 中華民國政府職務                                         | 中華民國政府職務                               |
| ---------------- | -------------------------------------------------------- | ---------------------------------------------- |
| 臺中縣政府       |                                                          |                                                |
| 前任： 廖永來    | 台中縣縣長 第十四、十五屆 2001年12月20日－2010年12月25日 | 末任 與台中市合併改制直轄市 （合併後：胡志強） |